# Whisky Bizness
 (mai 2024).
Si vous disposez d'ouvrages ou d'articles de référence ou si vous connaissez des sites web de qualité traitant du thème abordé ici, merci de compléter l'article en donnant les références utiles à sa vérifiabilité et en les liant à la section « Notes et références ».
Whisky Bizness est le dix-neuvième épisode de la vingt-quatrième saison de la série télévisée Les Simpson et le 527e épisode de la série. Il est diffusé pour la première fois le 5 mai 2013.

## Synopsis
Remarquant que Moe est encore une fois déprimé, les habitués du bar ainsi que Marge partent avec lui en road-trip afin de lui redonner espoir. Sur place, il fait la connaissance de deux producteurs de whisky qui se montrent fort peu réticents à l'idée de s'associer avec lui.
Abraham est supposé garder les enfants. Pendant que Lisa proteste contre l'apparition holographique de son ami Murphy Gencives Sanglantes à un concert de jazz, une farce de Bart fait très mal à son grand-père et le jeune garçon doit le chaperonner.